# جوزيبي أولمو
جوزيبي أولمو (بالإيطالية: Giuseppe Olmo)‏ مواليد 22 نوفمبر 1911 في إيطاليا - الوفاة 05 مارس 1992 في ميلانو، كان دراج إيطالي في صنف سباق الدراجات على الطريق. سبق أن شارك في دورة الألعاب الأولمبية الصيفية وفاز بميدالية أولمبية.

## سجل النتائج

### سباقات أو مراحل فاز بها
- طواف إيطاليا

## الميداليات
| الميدالية | المسابقة                                    |
| --------- | ------------------------------------------- |
| ذهبية     | الألعاب الأولمبية الصيفية 1932              |
| فضية      | بطولة العالم لسباق الدراجات على الطريق 1931 |

## روابط خارجية
- جوزيبي أولمو على موقع أرشيف الدراجات (الإنجليزية)
- جوزيبي أولمو على موقع إحصائيات الدراجات الإحترافية (الإنجليزية)
- جوزيبي أولمو على موقع CycleBase (الإنجليزية)
- جوزيبي أولمو على موقع أوليمبيديا (الإنجليزية)
- جوزيبي أولمو على موقع اللجنة الأولمبية الإيطالية (الإيطالية)